# Libro bianco (Palestina)
I libri bianchi, pubblicati dalle autorità britanniche durante il periodo del mandato britannico della Palestina, sono stati una serie di leggi e di misure che fissavano la politica mandataria relativa alla situazione in Palestina.

## Storia
Tali atti suscitarono lo scontento della popolazione ebraica, poiché contenevano limitazioni all'immigrazione, in particolare dopo la redazione del terzo volume. Sotto una forma più violenta, il libro bianco provoca anche una prima serie di attentati anti-britannici commessi dall'Irgun fin dal 1939, sospesi dopo l'inizio della seconda guerra mondiale, nel settembre 1939. Durante la guerra alcuni dissidenti dell'Irgun e del Lehi compirono alcuni attentati nel biennio nel 1941-1942. L'opposizione armata al libro bianco si rafforzerà con la ripresa degli attentati da parte dell'Irgun nel febbraio 1944. Dal 1944 al 1948, le organizzazioni armate (Lehi, Irgun e in minor misura anche Haganah) uccideranno più di 300 britannici, come pure parecchie decine di ebrei e di arabi.
L'opposizione politica delle istituzioni sioniste ufficiali non cesserà durante il secondo conflitto mondiale, anche nel momento in cui alcuni appartenenti dell'Yishuv integrarono i ranghi delle forze armate britanniche. È in tale quadro che il movimento sionista adotterà il suo «programma di Biltmore» del 1942, chiedendo uno Stato ebraico sull'insieme della Palestina. L'applicazione del libro bianco da parte della potenza mandataria s'intensificherà al termine del secondo conflitto mondiale, particolarmente con la lotta contro l'affluenza massiccia di ebrei scampati alla Shoah. Decine di migliaia di immigrati clandestini saranno internati nell'isola di Cipro o in Europa. In particolare il terzo volume suscitò una vivace reazione da parte delle istituzioni sioniste mondiali, in particolare dell'Yishuv, ma le disposizioni contenute nei volumi verranno abrogate nel 1950 con la promulgazione in Israele della "legge del ritorno".

## Cronologia

### Primo libro bianco (3 giugno 1922)
È conosciuto come il "libro bianco di Churchill", e fu pubblicato in seguito ai moti di Giaffa del 1921 in Palestina. Winston Churchill era all'epoca segretario alle Colonie. Questo libro bianco restringeva il territorio destinato al focolare ebraico e le terre che erano situate a est del Giordano erano assegnate all'emiro ʿAbd Allāh. Esso riaffermava il diritto al ritorno del popolo ebraico sulla sua terra ancestrale, ma poneva nondimeno condizioni finanziarie per l'immigrazione ebraica, precisando inoltre che la Palestina non poteva essere concepita come un'entità politica esclusivamente ebraica.

### Secondo libro bianco (21 ottobre 1930)
È conosciuto come il "libro bianco di Lord Passfield", segretario britannico alle Colonie. Pubblicato dopo i moti del 1929, esso rimetteva in discussione la prosecuzione dell'istituzione di una presenza ebraica in Palestina e favoriva la priorità all'impiego della popolazione araba, e questo anche in seno alle imprese ebraiche.
La reazione dell'Yishuv e delle organizzazioni sioniste mondiali fu virulenta. La pubblicazione del secondo libro bianco comportò ugualmente la dimissione dei responsabili del movimento sionista e di quelli dell'Agenzia ebraica. In seguito alle pressioni subite, il governo britannico consegnò al dottor Chaim Weizmann, allora direttore dell'Agenzia Ebraica, il decreto di annullamento del secondo libro bianco, il 13 febbraio 1931.
Vi fu, tuttavia, nel corso degli anni trenta una politica evidentemente mirata a frenare l'immigrazione ebraica. I certificati d'immigrazione accordati dalla potenza mandataria all'Agenzia Ebraica diventarono di fatto inferiori alle domande, sviluppando un'immigrazione clandestina ebraica di grande rilevanza da quel momento in poi.

### Terzo libro bianco (17 maggio 1939)
È pubblicato il 17 maggio 1939 a seguito della grande rivolta araba in Palestina. È noto come il «libro bianco di Malcolm MacDonald», segretario alle Colonie, e fu pubblicato dopo una conferenza anglo-ebraico-araba, svolta a Londra nel febbraio 1939.
Questo libro voleva placare il sollevamento della popolazione araba di Palestina, limitando la vendita di nuove terre agli ebrei. «Tenuto conto della crescita naturale della popolazione araba e l'importanza delle vendite di terre arabe agli ebrei, in certi punti non resta più abbastanza posto per nuovi trasferimenti di terre arabe, mentre in altri punti questi trasferimenti devono essere limitati perché i coltivatori arabi possano mantenere il loro livello attuale di vita e non sia creata nelle vicinanze una corposa popolazione araba senza terre. In queste circostanze, l'alto commissario riceverà tutti i poteri per proibire e regolamentare i trasferimenti di terre». Tre zone sono definite. Ogni vendita di terreno alle organizzazioni sioniste è proibita in Samaria, nella striscia di Gaza e nella regione di Be'er Sheva. Le vendite di terre, nella valle del Giordano, in Galilea, fra Tantura e Haifa e nel sud del Negev, sono autorizzate, ma solo dopo speciale accordo delle autorità mandatarie britanniche. Infine, da Tantura fino al sud di Tel Aviv, come pure nella regione di Haifa, le vendite sono libere.
L'immigrazione ebraica è limitata a 75.000 persone per una durata di cinque anni, affinché la popolazione ebraica non superi il terzo della popolazione complessiva del Paese. Da questi 75.000 nuovi entrati sarà dedotto il numero d'immigranti illegali intercettati: «non si può negare che la paura d'una immigrazione ebraica indefinita sia largamente diffusa fra i ranghi della popolazione araba e che questa paura abbia reso possibili quei disordini prodottisi». Perciò «l'immigrazione sarà mantenuta nel corso dei cinque prossimi anni fintanto che la capacità economica d'assorbimento del paese lo permetterà, a un tasso che porterà la popolazione ebraica a un terzo circa della popolazione. [...] Al termine del quinquennio, alcuna immigrazione ebraica sarà più autorizzata, a meno che gli arabi di Palestina non siano disposti ad acconsentirvi».
Infine uno Stato palestinese unitario (a maggioranza araba) e indipendente è progettato (assai vagamente) in un lasso temporale di 10 anni: «Il governo di Sua Maestà [Britannica] dichiara oggi senza equivoco che non è assolutamente nelle sue intenzioni trasformare la Palestina in uno Stato ebraico» «Il governo di Sua Maestà [ha il] desiderio [...] di vedere stabilito infine uno Stato indipendente della Palestina» «Se, al termine di dieci anni, si constati che l'indipendenza debba essere aggiornata, il governo britannico consulterà gli abitanti della Palestina, il Consiglio della Società delle Nazioni» «Lo stato indipendente dovrà garantire una condivisione del governo tra arabi ed ebrei tale che siano salvaguardati gli interessi essenziali di entrambe le comunità.».